# Plectreurys conifera
Plectreurys conifera is een spinnensoort uit de familie Plectreuridae. De soort komt voor in de Verenigde Staten.